# Zelena pošast
Zelena pošast je slikanica slovenskega pisatelja Miha Mazzinija in ilustratorke Tanje Komadine. Izšla je leta 2017.

## Vsebina
Slikanica otrokom razloži, kaj je zavist in kako jo uporabiti kot pomoč pri ustvarjanju.

## Recenzije
1. "In Mazzini kot pisatelj za otroke? Nedvdomno vse bolj oziroma znova dokazuje, da zna pisati za vse (starosti).", Gaja Kos, Delo, 13. marca 2018.[1]